# Hollerich (Luxemburg)

Hollerich in Luxemburg-Stadt

Hollerich (luxemburgisch Hollerechⓘ) ist ein Stadtteil im Südwesten der Stadt Luxemburg. Im Jahr 2018 lebten 7.107 Menschen in dem Stadtteil. Die Fläche des Stadtteils beträgt 160 Hektar.

## Geschichte
Hollerich war einst eine eigenständige Gemeinde. Am 26. März 1920 wurde Hollerich zusammen mit den Gemeinden Hamm und Rollingergrund in die Stadt Luxemburg eingemeindet. Vom Bahnhof Hollerich führten die deutschen Besatzer im Zweiten Weltkrieg zwischen 1941 und 1943 die Deportation von Juden aus Luxemburg zur Vernichtung nach Osten durch, die Luxemburger Zwangsrekrutierten und die Luxemburger Zwangsumsiedler fuhren dort ab.

## Sehenswürdigkeiten
- Straßenbahnmuseum.

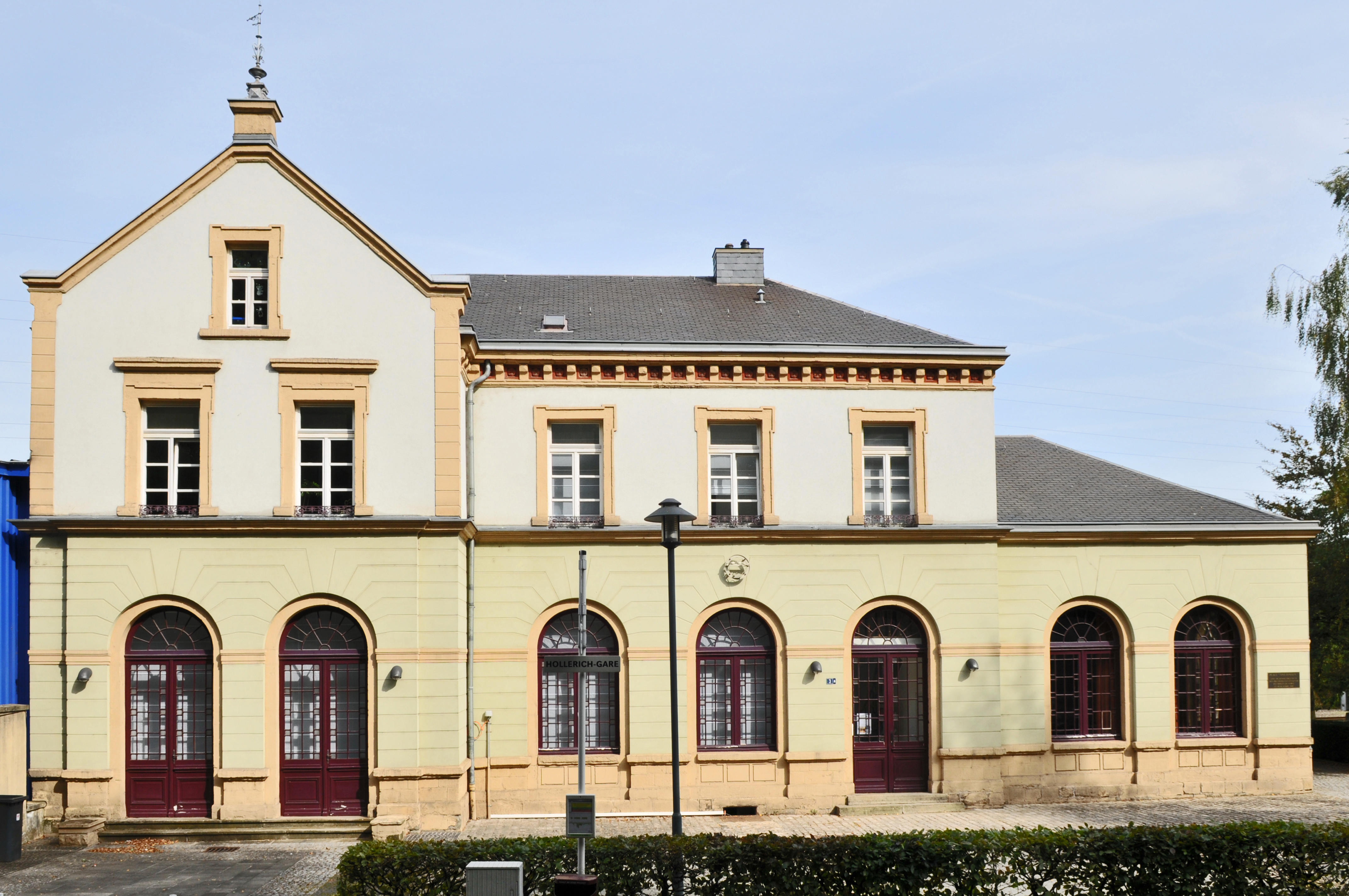
Gedenkstätte ehemaliger Bahnhof Hollerich

- Mémorial de la Déportation im ehemaligen Bahnhofsgebäude Luxemburg-Hollerich erinnert seit 1996 an die Deportation von Juden, Zwangsrekrutierten und Widerständlern.
- Merler Park (Parc de Merl) mit Bassin, Skulpturen und Pavillon